# Fáscia (faixa)

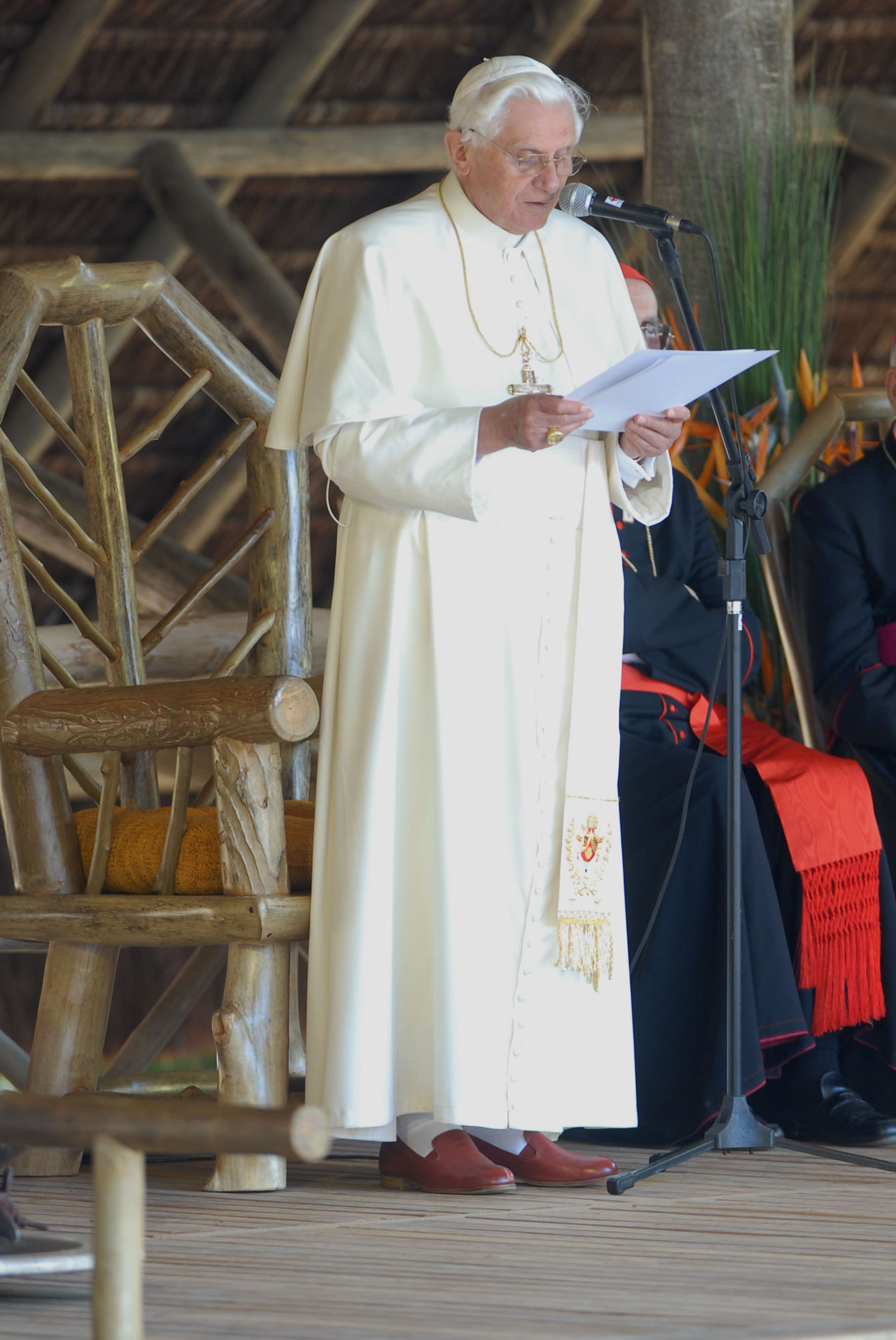
Papa Bento XVI em batina branca com fáscia franjada. Observe seu brasão bordado perto da parte inferior. O cardeal sentado atrás dele está usando uma simples fáscia escarlate.

A fáscia é uma faixa usada por clérigos e seminaristas com a batina na Igreja Católica Romana e na Igreja Anglicana. Não é usada como cinto, mas é colocado acima da cintura entre o umbigo e o esterno. As pontas que pendem para baixo são usadas no lado esquerdo do corpo e colocadas um pouco para a frente, mas não completamente fora do quadril esquerdo.

## Uso
A fáscia não é uma vestimenta, mas faz parte da vestimenta do coro e também é usada em vestidos mais solenes do dia a dia. 

## Cores
A fáscia do papa é branca. Somente o papa pode ter seu brasão colocado nas extremidades da fáscia que pende perto ou além dos joelhos. A fáscia usada pelos cardeais é de seda aguada vermelho-escarlate. Fáscias de seda púrpura regada são usadas pelos núncios apostólicos dentro dos territórios que lhes são atribuídos. A fáscia roxa lisa (não regada) é usada por patriarcas, arcebispos e bispos que não são cardeais, e também por protonotários apostólicos, prelados honorários e capelães do Papa, sendo estes três os diferentes graus de monsenhores, do mais alto ao mais baixo. No entanto, os patriarcas católicos orientais foram autorizados a usar fáscia escarlate em seu vestido de coro às vezes, especialmente antes do Vaticano II, mesmo quando não eram cardeais. A fáscia preta é usada por padres, diáconos, seminaristas e acólitos e a fáscia usada por padres a serviço da Casa Papal é de seda preta.

## Formulários
Antes das mudanças que se seguiram ao Concílio Vaticano II, havia dois tipos de fáscia: a fáscia tufada, na qual cada extremidade era terminada em uma única borla grande, e a fáscia franjada, na qual cada extremidade é reta e terminada com franja. A Instrução Ut sive sollicite da Secretaria de Estado, datada de 31 de março de 1969, declarou que "é abolida a faixa com borlas" para os cardeais, bispos, e "Prelados Superiores dos Dicastérios da Cúria que não têm a dignidade episcopal, os Auditores da Sagrada Rota Romana, o Promotor Geral de Justiça e o Defensor do Vínculo no Supremo Tribunal da Assinatura Apostólica, os Protonotários Apostólicos de numero, os Clérigos da Câmara Apostólica e os Prelados da Pontifícia Antecâmara". Esta Instrução não tratou de cânones, alguns dos quais mantiveram a faixa tufada a que os membros de seu capítulo particular os autorizavam.